# Йорданська Дмитрівська церква
Йорданська Дмитрівська це́рква  (також відома як Йорданська церква, у деяких джерелах помилково Миколо-Йорданська) — втрачений православний храм у Києві на Подолі під горою Юрковиця, збудований XIX століття на місці старої дерев'яної церкви і зруйнований у 1930-ті роки. Був присвячений святому Димитрію Мироточивому, відомому також як Димитрій Солунський. Стояв на місці сучасної нотної фабрики по Кирилівській вулиці, 51а (частина дослідників помилково вважають, що на розі Мильного провулку та Кирилівської вулиці (№ 51)).

## Історія
За часів Київської Русі у підніжжя Юрковиці стояла мурована парафіяльна церква святого Миколая, зведена, ймовірно, у XI столітті; її руїни відкрив у 1832 році археолог Кіндрат Лохвицький, а 1947 року досліджувала археологічна експедиція «Великий Київ». За давньою київською легендою, один киянин, який здійснював паломництво до Палестини, випадково згубив у річці Йордан свій срібний ківш, коли хотів напитися води. Згодом, повернувшись до Києва, він виловив свій ківш із криниці поблизу Миколаївської церкви на Юрковиці, тому церкву почали називати Йорданською. У XVII столітті в цій місцевості виник жіночий Миколаївський Йорданський монастир, головна церква якого була також присвячена святому Миколаю, проте немає доказів, що це одна й та сама з давньоруською Миколаївською церквою будівля. Монастирська церква святого Миколая була трибанною, однопрестольною, дерев'яною на кам'яному фундаменті, з вельми багатим інтер'єром. Окрім головної церкви святого Миколая, в Йорданському монастирі існували також церква Івана Богослова та дерев'яна трапезна церква святого Димитрія Мироточивого, зведена у XVIII столітті.
У 1786 або 1808 році Йорданський монастир закрили, а його церкву святого Миколая зробили парафіяльною. 1821 року на сусідній з колишнім монастирем цегельні сталася пожежа, яка знищила Миколаївську церкву, тому парафію перевели до дерев'яної церкви святого Димитрія Мироточивого, колишнього трапезного храму монастиря. Станом на 1843 рік штат церкви складався зі священника, дяка та паламаря, які жили у дерев'яних будівлях колишнього монастиря. Парафія церкви нараховувала 1 480 парафіян, окрім них у парафії мешкали 16 розкольників та 41 особа лютеранського або римо-католицького віросповідання. У 1858 році стару Дмитрівську церкву оновили, проте вже 1864 року був підготовлений проєкт будівництва нової мурованої церкви. Втім, збудувати нову церкву вдалося значно пізніше, у 1883—1886 роках; за деякий час до неї прибудували дзвіницю. Через певну плутанину в історичних джерелах або навіть брак точних джерел, деякі історики, зокрема, К. Широцький, ототожнювали церкву святого Димитрія із старовинною церквою святого Миколая.
Новозбудована цегляна церква святого Димитрія Мироточивого була квадратною у плані, однобанною, декорована у типовому для культових споруд того часу псевдоросійському стилі з елементами цегляного стилю, притаманного тогочасній цивільній забудові. Фасади були нетиньковані, прикрашалися ледь помітними ризалітами, що завершувалися трикутними фронтонами. Основний об'єм увінчувала баня на восьмигранному барабані, із світловим ліхтарем. Із заходу до церкви була прибудована триярусна дзвіниця із шатровим завершенням, її стіни були нетиньковані, із спрощеним цегляним декором. Церковна будівля була архітектурною домінантою у навколишній малоповерховій забудові.
Нова церква зберегла неофіційну назву Йорданська або Миколо-Йорданська. Храмове свято — 26 жовтня (8 листопада).
За більшовицької владу Йорданську церкву рішенням Секретаріату ВУЦВК від 22 березня 1931 року закрили, її приміщення передали під архів. 1935 року церкву і дзвіницю розібрали, на її фундаменті споруджена школа, в якій під час окупації Києва німецькими військами утримувались радянські військовополонені. Після війни будівлю школи зайняла нотна фабрика. Від храмового комплексу зберігся лише двоповерховий будинок 1907 року, який за одними джерелами був зведений для парафіяльної школи, за іншими — належав купцеві Полонніку, який віддав другий поверх під житло для священника Йорданської церкви. У будинку розташовується Київський міський психоневрологічний диспансер № 3.